# Domprosthuset

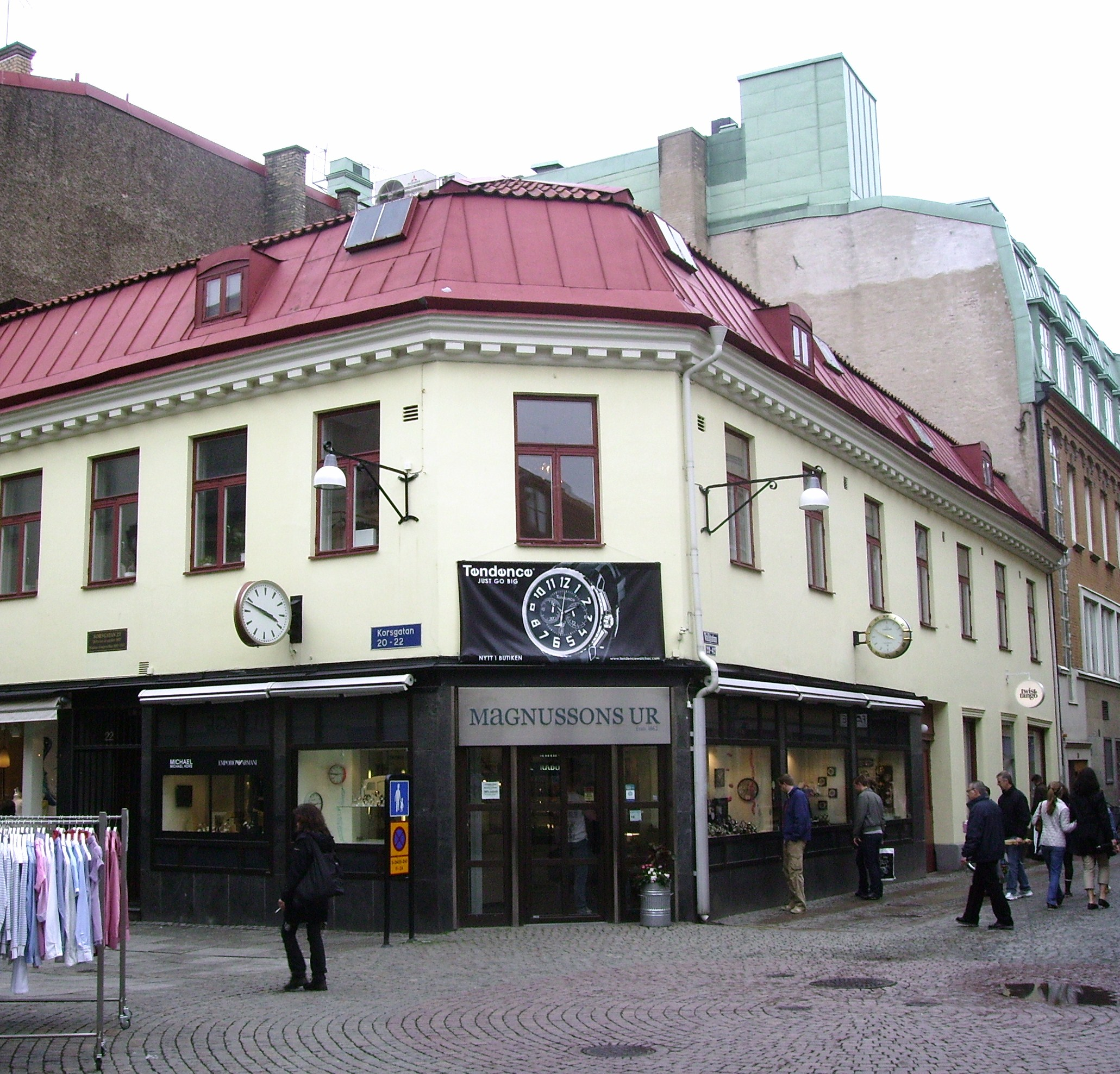
Domprosthuset

Domprosthuset (tidigt DomprosteBoställshuset) är ett tvåvånings stenhus i hörnet av Korsgatan 22 och Vallgatan 28 i stadsdelen Inom Vallgraven i Göteborg, med tomtbeteckning "21:sta kvarteret Hernhutaren nr.2". Huset stod klart 1808, och fungerade som domprostbostad under åren 1821–1887. Det tidigare domprosthuset låg vid hörnet Västra Hamngatan - Kungsgatan, vilket ödelades av eldsvådan 1804, och det senare vid Kyrkogatan 28.

## Historia

### 1600-talet
Denna fastighet ägdes 1637 av korpral Börge Börgesson eller Börge på Hultet (Holtet). Gården såldes 1658 av hans änka Ingel Pedersdotter till buntmakare Erik Hansson.
Fastigheten ärvdes omkring 1678 av Kerstin Pedersdotter, vars far Per Jonsson skinnare överlät hela arvet till en Conrad Sifwertz. Senare sålde den till "stadens lärde sekreterare" Lars Böker (†1696).
År 1696 ägdes fastigheten, enligt "tomtöreslängden", av biskop Johan Carlbergs svärmor Anna Elisabeth Wendelin, änka efter majoren och tygmästaren i Hessen-Darmstadt Johan Eberhard Strohin.

### 1700-talet
Änkefru Anna Elisabeth Wendelin avled i Göteborg den 24 februari 1713 vid 87 års ålder. Mormoderns fastighet ärvdes nu av biskopsparets näst äldste son, löjtnanten vid fortifikationen Johan Eberhard Carlberg.
Den 14 april 1721 klockan 11 på kvällen, utbröt en omfattande eldsvåda i staden och man beräknar att 213 hus förstördes. Den närbelägna Domkyrkan hade blivit illa åtgången, men stadsingenjör Carlbergs hus klarade sig. 
År 1727 blev Johan Eberhard Carlberg utnämnd till stadsarkitekt i Stockholm och innan han flyttade dit sålde han 1726 sin fastighet till pastorn i den tyska församlingen, Johan Georg Marggraff (1679-1742), som var gift med hans syster Christina Carlberg. 
Marggraffs arvingar sålde den 27 januari 1743 fastigheten till tenngjutaremästare Jonas Törngren för 1 700 daler silvermynt. Men hans verksamhet gick dåligt, och till slut begärde borgenärerna att hans hus skulle säljas på offentlig auktion, vilket skedde den 4 februari 1768, då det ropades in av den förmögne handelsmannen Niclas Matzen för 5 010 daler silvermynt.
Från den 1 februari 1771 ägdes fastigheten av änkefru Edla de Silentz, inköpt för 5 300 daler silvermynt. Edla de Silentz dog i Göteborg 1784, men hade redan 1781 sålt fastigheten till de tre hantverkarna, gelbgjutare Erland Fogelberg, vagnmakare Olof Wallin och sadelmakare Jöns Borg.

### 1800-talet
Den 20 december 1802 klockan halv tre på natten kom elden lös igen, denna gången i ett trähus på Kyrkogatan och efter 20 timmar var 180 hus i 2:dra kvarteret lagda i ruiner, inklusive domkyrkan, biskopshuset och gårdshuset vid hörnet Korsgatan 22 - Vallgatan 28. Efter eldsvådan låg tomten nummer 18 i 2:dra roten (äldre beteckning) öde i några år. 
År 1806 inköptes ödetomten från änkan Anna Elisabeth Borg av mur- och byggmästare Gottlieb Lindner och sillhuettkonstnär Moritz Renner. Men ingen av dessa vågade sig på att starta något bygge, utan sålde redan året därpå tomten till målaren Johan Hedberg (†1829) för 306,32 rdr banco. Han lät omedelbart uppföra det tvåvånings stenhus, som ännu står kvar på tomten. Huset ritades av mur- och byggmästaren Gottlieb Lindner. För att få bättre utrymme för trafiken, skar man av hörnet på huset, vilket var vanligt. Några år senare flyttade änkemannen med sina två små döttrar ut till Partille, där han avled 1829. 
Det nybyggda huset såldes redan 1812 till bokhållaren vid stadens arbetshus, Sven Fredric Berg, för 10 000 rdr banco, "uti det stånd som det nu befinner sig", vilket kan betyda att det inte var fullt färdigbyggt. 
Borgerskapets äldste med dess ordförande, handelsman Olof Wijk d.ä., köpte 1820 in Bergs hus på auktion för "6.666:32 rdr banco", såsom bostad för domprosten David Magnus Hummel (1775-1848), vilken flyttade in i april året efter. Hans efterträdare Johan Henrik Thomander (1798–1865) bodde i domprosthuset 1851-1856, då han blev biskop i Lund. Domprosten Peter Wieselgren (1800-1877) bodde därefter i huset, från 1857 fram till sin död 1877.  Wieselgren efterträddes av Anton Rosell (1828-1904). Det gamla domprosthuset var nu förfallet och hade skadats genom en nybyggnad på grannfastigheten, varför man beslutade att köpa in ett trevåningshus på Kyrkogatan 28. Rosell flyttade dit och bodde där till sin död 1904.
Den 4 juli 1887 erhöll paraplymakare C. W. Andersson lagfartsbevis på det gamla domprosthuset, som han köpt av kyrkofullmäktige genom kyrkonämnden för 90 000 kronor. Vid en mätning av tomten samma år, visade det sig att de gamla måtten stämde precis, med undantag av att den nu hade ett avskuret hörn på 10 fot. Andersson lät samma år inreda fem butikslokaler i bottenvåningen.

### 1900-talet och 2000-talet
C. W. Andersson sålde den 1 april 1920 domprosthuset till urmakarmästare Carl Sandgren, som sedan 1912 hade varit hyresgäst i fastigheten med sin urmakeriaffär, Aug. Magnussons Urmakeriaffär, mer känt som Magnussons Ur. Butikens drivs av fjärde och femte generationen och ligger på samma hörn som 1912. I huset finns fortfarande den gamla kakelugnen och 2 st mycket vackra dörrar. I övrigt har mycket förändrats, centralvärme och toaletter har installerats och golv har riktats upp.